# 上野学园大学短期大学部
上野学园大学短期大学部（日语：／ Uenogakuen Daigaku Tanki Daigakubu *）是一所位于日本东京都台东区的私立短期大学。前上野学园短期大学（日语：／ Uenogakuen Tanki Daigaku *）。

## 概要

### 简介
- 学校最早可以追溯到1904年即女子中学[1]。短期大学为于1952年开办、由学校法人上野学园经营[2]。招収只女学生从1952年[2]。以「自觉」为建学精神。

### 历史
- 1952年 上野学园短期大学成立并同时设置音乐科分离为三个专攻、以下列举。
  - 器乐专攻[注 1]
  - 声乐专攻[注 1]
  - 作曲乐理专攻[注 1]
- 1956年 家政科成立[注 2]。
- 1966年 音乐科再成立。
- 1968年 专科音乐专攻再成立。
- 1985年 更名为上野学园大学短期大学部。校园迁到埼玉县草加市。人文学科成立分离为三个专攻、以下列举。
  - 英语专攻[注 3]
  - 文化专攻[注 3]
- 2005年 校园迁到再东京都台东区上野。

### 宪章
- 请参看上野学园大学短期大学部的标志（页面存档备份，存于） （日語） 2014年11月19日阅览。

## 学校环境
- 上野校园：在东京都台东区、有音乐科。
- 草加校园：在了埼玉县草加市、有了音乐科、家政科、人文学科英语专攻、文化专攻。

## 历任校长
- 石桥益惠：第一代短期大学校长
- 石桥裕：现在短期大学校长[3]。

## 组织

### 学科
- 音乐科

### 前学科
| - 音乐科 - 器乐专攻 - 声乐专攻 - 作曲乐理专攻 - 家政科 - 人文学科 - 英语专攻 - 文化专攻 |

### 专科
| - 音乐专攻 |

### 业余课程
| - 没有 |

## 知名校友
- 七濑なつみ：女演员

## 相关链接
- 日本短期大学列表